# إيكاترينا أنتروبوفا
إيكاترينا "كيت" ميخائيلوفنا أنتروبوفا (بالروسية: Екатерина Михайловна Антропова؛ من مواليد 19 مارس 2003) هي لاعبة كرة طائرة محترفة إيطالية من مواليد أيسلندا من أصل روسي. تم اختيارها كأفضل لاعبة في كأس سي إي في للتحدي للسيدات في عام 2022، وأيضا اختيارها كأفضل لاعبة في كأس سي إي في في عام 2023.

## نشأتها
ولدت أنتروبوفا في أكوريري، أيسلندا لوالدين روسيين، وكلاهما رياضيين: كان والدها، ميخائيل أنتروبوف، يتنافس في دوري كرة السلة المحلي لفريق تينداستول، بينما كانت والدتها، أولغا سيليفانوفا، لاعبة كرة يد سابقة.